# Battlefield 1942 : La Campagne d'Italie
Battlefield 1942 : La Campagne d'Italie (Battlefield 1942: Road to Rome) est une extension du jeu vidéo Battlefield 1942. Toujours dans l'univers de la Seconde Guerre mondiale, l'extension a pour thème la campagne d'Italie.
Le fonctionnement est exactement le même, simplement, de nouvelles cartes sont proposées, avec de nouvelles forces en jeu.

## Nouvelles forces
Dans cette extension se trouvent deux nouvelles forces, absentes du jeu orignal : la France libre et l'Italie. Ces deux armées ont pourtant été sur le théâtre de l'Afrique du Nord, dont le jeu original propose quatre cartes.
Comme sur le jeu original, le joueur est équipé selon le modèle de soldat qu'il incarne. On peut trouver, pour les nouvelles forces :

### France
- Pistolet (tous types de soldat) : Colt
- Fusil (pour éclaireur et sapeur, avec lunette de visée pour les premiers) : Lee Enfield n° 4
- Fusil d'assaut (pour assaut) : BAR
- Pistolet-mitrailleur (pour médecin) :  Sten
- Lance-roquettes (pour antichar) : Bazooka

### Italie
- Pistolet (tous types de soldat) : Walther P38
- Fusil (pour éclaireur et sapeur, avec lunette de visée pour les premiers) : Karabiner 98k
- Fusil d'assaut (pour assaut) : Breda modèle 30
- Pistolet-mitrailleur (pour médecin) :  MP 40
- Lance-roquettes (pour antichar) : Panzerschreck

### Détail
Les sapeurs voient leur couteau remplacé par une baïonnette. L'avantage étant qu'ils peuvent continuer à tirer avec leur fusil tout en se battant au corps à corps.

## Nouveau matériel
- Messerschmitt Bf 110 : chasseur-bombardier bimoteur (avec mitrailleur) de l'Axe.
- Mosquito : chasseur-bombardier bimoteur (avec mitrailleur) des Alliés.
- Char Fiat M11/39 : char léger au canon puissant mais au champ de tir réduit avec une mitrailleuse de 20 mm sous tourelle blindée, Axe.
- M3 Grant : char léger au canon puissant mais au champ de tir réduit avec une mitrailleuse de 20 mm sous tourelle blindée, Alliés.
- Sturmgeschütz : char lourd avec un canon et une mitrailleuse très puissants mais au champ de tir limité, Axe.
- Half-track M3-GMC : autochenille blindée et équipée d'un canon au champ de tir limité en lieu et place de la mitrailleuse, Alliés.
- Canon antichar Pak-40 : Axe.
- Canon anti-tank de 25 pouces : Alliés.

## Nouvelles cartes
- Opération Husky
- Santa Croce
- Bataille de Salerne
- Opération Baytown
- Bataille de Monte Cassino
- Bataille d'Anzio

## Accueil
- Jeux vidéo Magazine : 13/20[1]
- Jeuxvideo.com : 13/20[2]